# یک عاشق دیوانه بود
یک دیوانه بود (به هندی: Ekk Deewana Tha) و یک عاشق دیوانه بود (به انگلیسی: Nadunisi Naaygal) فیلمی محصول سال ۲۰۱۲ و به کارگردانی گاتام واسودو منون است. در این فیلم بازیگرانی همچون پراتیک بابار، ایمی جکسون، مانو ریشی، بابو آنتونی، رامش سیپی و سامانتا روت پرابو ایفای نقش کرده‌اند.